# Jacques Kopinsky
Jacques Kopinsky, ook bekend als Sjaak, Sjors en George Kopinsky (Amsterdam, 1 maart 1924 - aldaar, 11 januari 2003) was een Nederlands kunstschilder en beeldhouwer. Hij was autodidact.

## Leven en werk
Kopinsky was het kind van Jacques Kopinsky (1899-1970) en Frederike Verrijk (1905-1991). Nadat tijdens de Duitse bezetting enkele Joodse ooms met hun gezin werden gedeporteerd, verrichtte hij kleinschalige verzetsactiviteiten, zoals kabels saboteren en richtingborden verdraaien. Hij werd gearresteerd en geïnterneerd in Kamp Amersfoort, vervolgens gedeporteerd naar Buchenwald en uiteindelijk naar Theresienstadt. Toen hij op een deportatietrein zat naar een ander concentratiekamp kon hij van de trein springen. Hij zou zich bij het Tsjechische verzet hebben gevoegd en uiteindelijk onderdak vinden bij een gezin in Bad Brambach, dat hem verstopte tot de val van het naziregime.
In de jaren zeventig ging hij voor behandeling van zijn oorlogstrauma naar de bekende psychiater Bastiaans. Deze stimuleerde hem om de beelden uit het verleden op kunstzinnige wijze te verwerken. De knik in de weg werd een centrale metafoor in zijn werk.
Het werk van Kopinsky is eigendom van de Stichting Collectie Kopinsky. Een aantal van zijn werken is in permanente bruikleen bij Museum Flehite in Amersfoort en in Nationaal Monument Kamp Amersfoort. Het logo van de stichting Nationaal Monument Kamp Amersfoort, een door prikkeldraad omgeven roos, is gebaseerd op twee tekeningen van Jacques Kopinsky. Een plaquette van zijn hand met hetzelfde motief ligt op de gedenkplaats.